# Juniperus saltillensis
Juniperus saltillensis är en cypressväxtart som beskrevs av M. T. Hall. Juniperus saltillensis ingår i släktet enar, och familjen cypressväxter. IUCN kategoriserar arten globalt som livskraftig. Inga underarter finns listade i Catalogue of Life.